# Bojano
Bojano község (comune) Olaszország Molise régiójában, Campobasso megyében.

## Fekvése
A megye délnyugati részén fekszik, a Monte Gallinola lábánál. Határai: Colle d’Anchise, Macchiagodena, San Gregorio Matese, San Massimo, San Polo Matese, Sant’Elena Sannita és Spinete.

## Története
A település eredete az ókorra vezethető vissza. Ősét a szamniszok alapították Bovianum Vetus néven. A rómaiak elpusztították majd a XI. légió katonái újra benépesítették, s ennek következtében a Bovianum Undecimarum (Tizenegyedik Bovianum) nevet kapta. A középkor óta nemesi birtok. A 19. század elején nyerte el önállóságát, amikor a Nápolyi Királyságban felszámolták a feudalizmust.

## Népessége
A népesség számának alakulása:

## Főbb látnivalói
- San Bartolomeo-templom
- Ss. Erasmo e Martino-templom